# Prignitzer Eisenbahn (1884–1941)

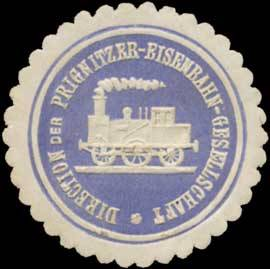
Siegelmarke der Prignitzer-Eisenbahn-Gesellschaft

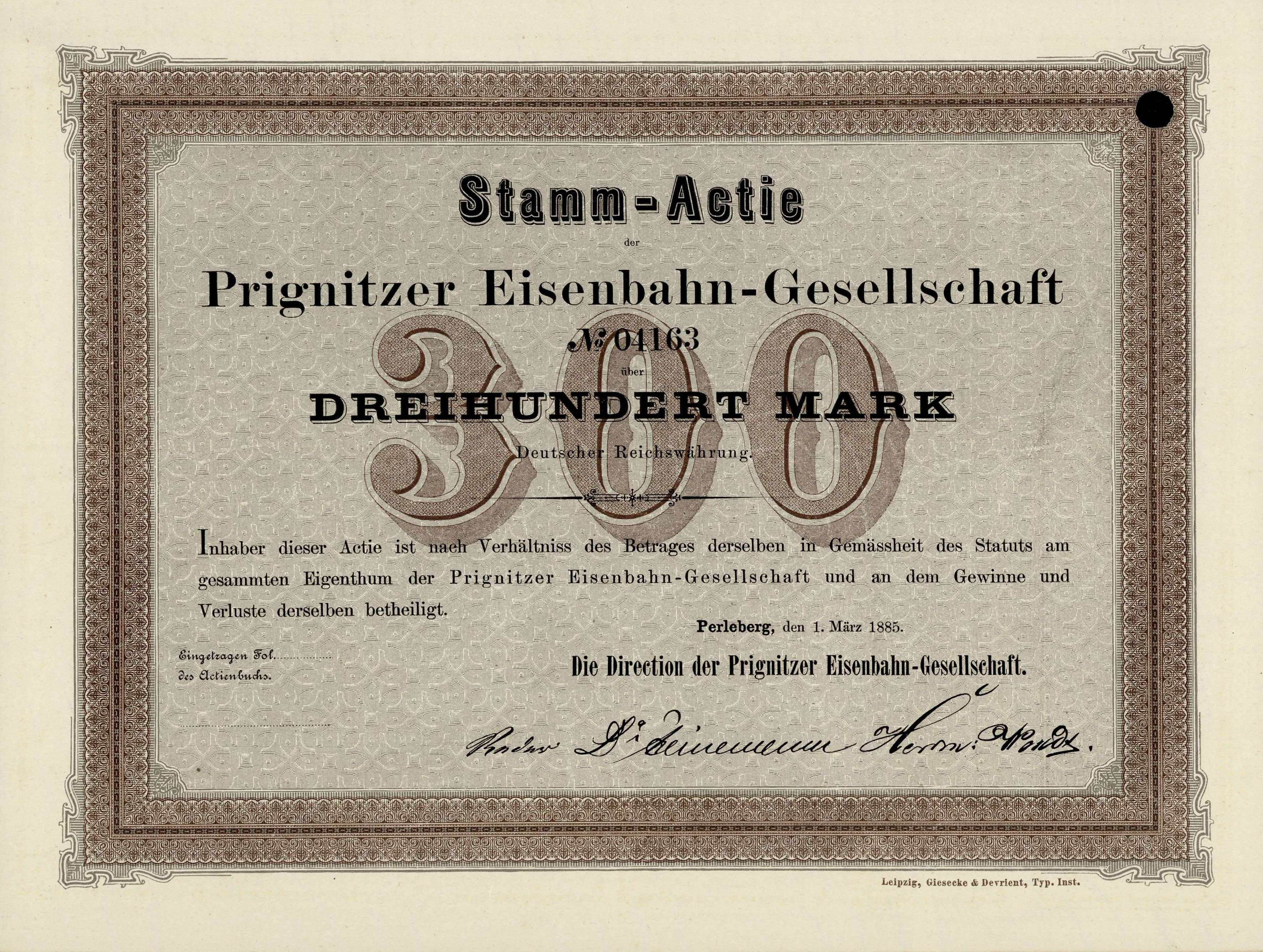
Stammaktie über 300 Mark der Prignitzer Eisenbahn-Gesellschaft vom 1. März 1885

Die Prignitzer Eisenbahn-Gesellschaft (PEG)  wurde am 5. Juni 1884 als Aktiengesellschaft in Perleberg gegründet und nach der Landschaft im Westen der Mark Brandenburg benannt. Gründer waren der preußische Staat, die Provinz Brandenburg, die Kreise Ost- und Westprignitz sowie die Städte Perleberg, Pritzwalk, Wittenberge und Wittstock.
Aufgabe der Aktiengesellschaft waren Bau und Betrieb einer neuen Bahnstrecke, die Teil der Ost-West-Verbindung von Strasburg (Uckermark) über die großherzogliche Hauptstadt Neustrelitz zum Bahnknoten Wittenberge an der Elbe wurde. Am 31. Mai 1885 wurde die erste Teilstrecke (44,9 km) von Perleberg über Pritzwalk nach Wittstock eröffnet. Zehn Jahre später, am 18. Mai 1895 entstand die Strecke von Wittstock bis Buschhof an der mecklenburgischen Grenze (18,4 km), wo Anschluss an die Mecklenburgische Friedrich-Wilhelm-Eisenbahn-Gesellschaft (MFWE) bestand. Ihr gehörte auch das 1,8 km lange Teilstück von der Landesgrenze an, das von der PEG betrieben wurde.
Im Westen schloss die 1881 eröffnete Strecke der Wittenberge-Perleberger Eisenbahn (WPE) an, die die Verbindung bis zur Hauptbahn Berlin–Hamburg in Wittenberge betrieb. Seit 1931/1932 führte die PEG auch den Betrieb der WPE; ebenso für die Kleinbahnen der Kreise Ost- und West-Prignitz, deren Schmalspurnetz eine Länge von mehr als 90 km aufwies.
1934 änderte die PEG ihre Firma in Prignitzer Eisenbahn AG. Aus militärischen Gründen wurden alle drei Bahnen (MFWE, PEG, WPE) zum 1. Januar 1941 verstaatlicht und in die Deutsche Reichsbahn eingegliedert. Diese errichtete dafür zum 17. März 1941 eine Überleitstelle in Perleberg.